# Браньск (гмина)
Браньск (пол. Brańsk) — сельская гмина (волость) в Польше, входит как административная единица в Бельский повет, Подляское воеводство. Население — 6565 человек (на 2004 год).

## Демография
| Перепись                       | Всего   | Всего | Женщины | Женщины | Мужчины | Мужчины |
| ------------------------------ | ------- | ----- | ------- | ------- | ------- | ------- |
| Единицы                        | человек | %     | человек | %       | человек | %       |
| Население                      | 6565    | 100   | 3196    | 48,7    | 3369    | 51,3    |
| Плотность населения (чел./км²) | 28,9    | 28,9  | 14,1    | 14,1    | 14,8    | 14,8    |

## Поселения
1. Бронка
2. Бжезница
3. Бурхаты
4. Хоево
5. Хоево-Колёня
6. Хросчанка
7. Дембово
8. Доманово
9. Ферма
10. Глинник
11. Холёнки
12. Ярмарковщызна
13. Кадлубувка
14. Кальница
15. Кальновец
16. Керсново
17. Керснувек
18. Кевлаки
19. Клихы
20. Конотопа
21. Кошево
22. Любеще
23. Маеровизна
24. Марково
25. Мень
26. Новосады
27. Олексин
28. Оленды
29. Олендзке
30. Ольшевек
31. Ольшево
32. Отапы
33. Паце
34. Пасека
35. Патоки
36. Петрашки
37. Плоново
38. Полетылы
39. Поплавы
40. Прушанка-Стара
41. Прушанка-Баранки
42. Пухалы-Нове
43. Пухалы-Старе
44. Спешин
45. Шмурлы
46. Счоны
47. Свирыды
48. Видзьгово
49. Залуске-Коронне
50. Залуске-Косцельне
51. Зане

## Соседние гмины
1. Гмина Бельск-Подляски
2. Боцьки (гмина)
3. Гмина Дзядковице
4. Гмина Гродзиск
5. Гмина Клюково
6. Гмина Нове-Пекуты
7. Гмина Посвентне
8. Гмина Рудка
9. Гмина Шепетово
10. Гмина Вышки